# Mazamari (distrito)
Mazamari é um distrito do peru, departamento de Junín, localizada na província de Satipo.

## Transporte
O distrito de Mazamari é servido pela seguinte rodovia:
- PE-5S, que liga o distrito de Chanchamayo (Região de Junín)à Fronteira Bolívia-Peru (em Puerto Maldonado) - no distrito de Tambopata (Região de Madre de Dios)
- PE-5SA, que liga o distrito à cidade de Raimondi (Região de Ucayali)
- PE-5SB, que liga a cidade de Pichanaqui ao distrito de Rio Tambo
- PE-28C, que liga a cidade de Llaylla ao distrito de Ayna (Região de Ayacucho)
- PE-28H, que liga a cidade de Pangoa ao distrito de Ayna (Região de Ayacucho) [2][3][4]